# Campionati africani di ciclismo su strada - Corsa in linea maschile Juniors
La Corsa in linea maschile Juniors è uno degli eventi disputati durante i Campionati africani di ciclismo su strada. Per la prima volta fu corsa nel 2012. Con eccezione del 2014 e 2020, la corsa è stata disputata annualmente.

## Albo d'oro
Aggiornato all'edizione 2023.
| Anno | Vincitore               | Secondo                 | Terzo                 |
| ---- | ----------------------- | ----------------------- | --------------------- |
| 2012 | Abderrahmane Bechlaghem | Nicol Germishuis        | Karim Bonkoungou      |
| 2013 | Abderrahim Zahiri       | Abderrahmane Mansouri   | Ivan Venter           |
| 2014 | non disputata           | non disputata           | non disputata         |
| 2015 | Chokri Al Mehdi         | Islam Mansouri          | Brandon Plaatjes      |
| 2016 | Hanza Mansouri          | Christopher Lagane      | Abdelraouf Bengayou   |
| 2017 | Hanza Mansouri          | Oussama Chablaoui       | Abdellah Loukili      |
| 2018 | Biniam Girmay           | Tomas Goytom            | Hager Andemaryam      |
| 2019 | Renus Byiza Uhiriwe     | Yoel Asmerom            | Yohannes Ghebrehiwet  |
| 2020 | non disputata           | non disputata           | non disputata         |
| 2021 | Etienne Tuyizere        | Mohammed Najib Sanbouli | Samuel Niyonkuru      |
| 2022 | Yoel Habteab            | Aklilu Arefayne         | Samuel Quevauvilliers |
| 2023 | Riad Bakhti             | Anes Riahi              | Achraf El Kurymy      |

## Medagliere
| Pos.   | Nazione      | Oro | Argento | Bronzo | Totale |
| ------ | ------------ | --- | ------- | ------ | ------ |
| 1      | Algeria      | 4   | 4       | 1      | 9      |
| 2      | Eritrea      | 2   | 3       | 2      | 7      |
| 3      | Marocco      | 2   | 1       | 2      | 5      |
| 4      | Ruanda       | 2   | 0       | 1      | 3      |
| 5      | Sudafrica    | 0   | 1       | 1      | 2      |
| 5      | Mauritius    | 0   | 1       | 1      | 2      |
| 7      | Burkina Faso | 0   | 0       | 1      | 1      |
| 7      | Namibia      | 0   | 0       | 1      | 1      |
| Totale | Totale       | 10  | 10      | 10     | 30     |